# Aburina multilineata
Aburina multilineata is een vlinder van de familie van de spinneruilen (Erebidae), van de onderfamilie van de Pangraptinae. De wetenschappelijke naam van deze soort is voor het eerst voorgesteld als Deinypena multilineata door William Jacob Holland in een publicatie uit 1920.
De soort komt voor in Congo-Brazzaville en Congo-Kinshasa.